# Кол-опціон
Кол-опціон, опціон покупця, опціон на купівлю або купівельний опціон (англ. Call option) — фінансовий контракт, що дає право, але не зобов'язання, на купівлю цінних паперів, товарів, валюти чи фінансових інструментів (базовий актив) за визначеною ціною (ціною виконання) до кінця певного строку, оплачується премією. Покупці такого опціону звичайно розраховують на те, що визначена угодою ціна акції зросте. Максимальна втрата покупця обмежується премією опціону. Прибуток покупця може бути дуже великим, і визначається тим наскільки зросте ціна базового активу. Коли ціна базового інструменту перевершує ціну виконання, то кажуть, що опціон «в грошах».
Продавець опціону на купівлю вірить, що ціна базового активу залишиться нижчою за ціну виконання. Продавець отримує премію і не отримує ніякої вигоди, якщо акція піднімається вище ціни виконання.
Первісна угода в цьому контексті (купівлі/продажу опціону) не передбачає поставки фізичного або фінансового активу (базового активу). Швидше, це надання права на купівлю базового активу, в обмін на плату — ціну опціону, премію опціону або просто премію.

## Вартість опціону покупця
Розглянувши формальні аргументи можемо знайти вартість кол-опціону.
Нехай {\displaystyle {\mathcal {O}}} базовий фінансовий інструмент.
{\displaystyle \Pi } — опціон на купівлю цього інструмента, куплений в час {\displaystyle 0}, з датою виконання {\displaystyle T\in \mathbb {R} ^{+}} і ціною виконання {\displaystyle K\in \mathbb {R} }. Нехай {\displaystyle S:[0,T]\to \mathbb {R} } — ціна базового інструмента.
Припустимо, власник опціону {\displaystyle \Pi } хоче застрахуватися від втрат, але не хоче купувати базовий актив, {\displaystyle {\mathcal {O}}}.
Тоді або (i) він виконає опціон, купує базовий актив {\displaystyle {\mathcal {O}}}, і відразу продає {\displaystyle {\mathcal {O}}};
або (ii) він не виконує опціон (який тому втрачає цінність).
У випадку (i), власник має виплату {\displaystyle -K+S_{T}}; у випадку (ii) виплата {\displaystyle 0}.
Тому якщо {\displaystyle S_{T}-K\geq 0} то маємо (i) чи (ii); якщо {\displaystyle S_{T}-K<0}, тоді маємо випадок (ii).
Отже, виплата, тобто вартість опціону на купівлю на дату виконання дорівнює

| {\displaystyle \operatorname {max} \{S_{T}-K,0\}} | \| \| \| \| \| \| \| \| |  |
|                                                   |                         |  |
|                                                   |                         |  |
що можна також записати {\displaystyle (S_{T}-K)\vee 0} чи {\displaystyle (S_{T}-K)^{+}}.